# NGC 4536
NGC 4536 هي مجرة حلزونية متوسطة تقع في كوكبة العذراء تقع 10 ° جنوب منتصف الكتلة العذراء. ومع ذلك، فإنه لا يعتبر عضوا في هذه المجموعة من المجرات. ليس لديها انتفاخ كلاسيكي حول النواة.
NGC 4536 لديه الخصائص البصرية للمجرة مما يعني أنها تشهد انفجارات قويه من تشكيل النجوم. واستنادا إلى مستوى انبعاثات الأشعة السينية من النواة، قد يكون لها ثقب أسود كبير جدا تتراوح 104-106 مرة من كتلة الشمس.
في 8 مارس 1981 تم اكتشاف مستعر أعظم ووصلت إلى ذروتها البصرية 12 في 8 مارس قبل أن يتلاشى خلال الشهرين المقبلين. ولم تلاحظ أية أحداث مستعر أعظم سابقة في هذه المجرة.

## صور أخرى

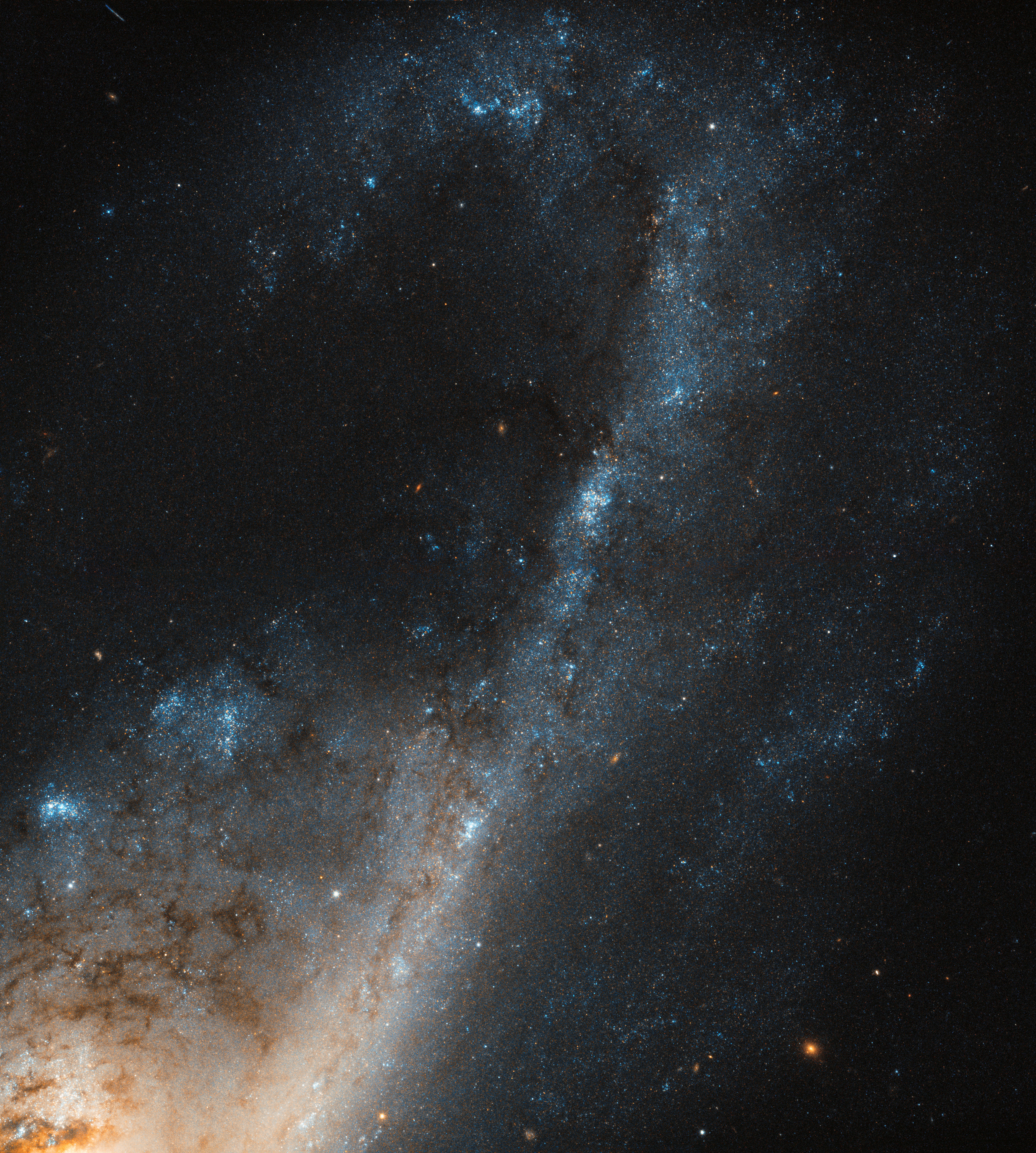
NGC 4536 .

## وصلات خارجية
- NGC 4536 على موقع ويكي سكاي: DSS2, SDSS, GALEX, IRAS, Hydrogen α, X-Ray, Astrophoto, Sky Map, Articles and images